# Kacey Mottet Klein
Kacey Mottet Klein (Losanna, 20 ottobre 1998) è un attore svizzero.

## Biografia
Nato a Losanna da padre statunitense e madre svizzera, inizia a recitare da bambino. Debutta all'età di dieci anni nel film di Ursula Meier Home, per cui vince il Premio del cinema svizzero come miglior attore emergente. Nel 2010 interpreta il giovane Serge Gainsbourg in Gainsbourg (vie héroïque). Viene diretto nuovamente da Ursula Meier in Sister e per la sua interpretazione, nel 2013, vince il suo secondo Premio del cinema svizzero come miglior attore. Ottiene inoltre una candidatura ai Premi César 2013 nella categoria migliore promessa maschile. Nel 2016 ottiene il Shooting Stars Award alla 66ª edizione della Berlinale ed è protagonista del film Quando hai 17 anni di André Téchiné.

## Filmografia

### Attore

#### Cinema
- Home, regia di Ursula Meier (2008)
- Gainsbourg (vie héroïque), regia di Joann Sfar (2010)
- Sister (L'Enfant d'en haut), regia di Ursula Meier (2012)
- Cadrage débordement, regia di Éric Savin (2013 - cortometraggio
- Gemma Bovery, regia di Anne Fontaine (2014)
- Une mère, regia di Christine Carrière (2015)
- Keeper, regia di Guillaume Senez (2015)
- Les Guerriers, regia di Maxime Caperan (2015) - cortometraggio
- Quando hai 17 anni (Quand on a 17 ans), regia di André Téchiné (2016)
- Comme des rois, regia di Xabi Molia (2017)
- Vent du Nord, regia di Walid Mattar (2017)
- Lo scambio di principesse (L'Échange des princesses), regia di Marc Dugain (2017)
- Ondes de choc: Journal de ma tête, regia di Ursula Meier (2018)
- Continuer, regia di Joachim Lafosse (2018)
- L'Adieu à la nuit, regia di André Téchiné (2019)
- La scelta di Anne - L'Événement (L'Événement), regia di Audrey Diwan (2021)
- Il mio amico Tempesta (Tempête), regia di Christian Duguay (2022)

### Doppiatore
- La bottega dei suicidi (Le Magasin des suicides), regia di Patrice Leconte (2012)

## Riconoscimenti
- 2009 – Premio del cinema svizzero
  - Miglior attore emergente per Home
- 2013 – Premio del cinema svizzero
  - Miglior attore per Sister
- 2013 – Premio César
  - Candidatura per la migliore promessa maschile
- 2016 – Festival du film de Cabourg
  - Golden Swann per la migliore rivelazione maschile
- 2016 – Festival di Berlino
  - Shooting Stars Award
- 2017 – Premio César
  - Candidatura per la migliore promessa maschile

## Doppiatori italiani
- Ruggero Valli in Home
- Francesco Ferri in Sister
- Luca Baldini in Quando hai 17 anni
- Daniele Di Matteo in Lo scambio di principesse
- Andrea Oldani in La scelta di Anne - L'Événement
- Omar Vitelli in Il mio amico Tempesta

Da doppiatore è stato sostituito da:
- Luca Baldini in La bottega dei suicidi